# Jurij Cziczkow
Jurij Michajłowicz Cziczkow (ros. Ю́рий Миха́йлович Чичко́в; ur. 26 lipca 1929 w Moskwie, zm. 6 sierpnia 1990 tamże) – radziecki kompozytor i dyrygent.

## Życiorys
Ukończył Instytut Wojskowych Dyrygentów (1953) oraz Konserwatorium Moskiewskie w klasie kompozycji W. Szebalina (1959).
Ludowy Artysta RFSRR (1989), Zasłużony Działacz Sztuk RFSRR (1978), laureat Nagrody Państwowej ZSRR (1983) oraz Nagrody Leninowskiego Komsomołu (1972).
Pochowany na Cmentarzu Wagańkowskim w Moskwie.

## Wybrana muzyka filmowa
- 1984: Nie chcę, nie będę